# Strîmivșciîna, Malîn
Strîmivșciîna (în ucraineană Стримівщина) este un sat în așezarea urbană Ciopovîci din raionul Malîn, regiunea Jîtomîr, Ucraina.

## Demografie
Componența lingvistică a localității Strîmivșciîna
     Ucraineană (100%)
Conform recensământului din 2001, toată populația localității Strîmivșciîna era vorbitoare de ucraineană (100%).